# Frank Kramer (Fußballspieler, 1972)
Frank Kramer (* 3. Mai 1972 in Memmingen) ist ein deutscher Fußballtrainer, Fußballfunktionär und ehemaliger Fußballspieler. Aktuell ist er bei der TSG 1899 Hoffenheim als Sportdirektor tätig.

## Leben
Frank Kramer wurde geboren als Sohn von Kurt Kramer, Hauptschullehrer, Ehrenspielführer und vormaliger Spieler und Trainer des FC Memmingen. Er machte 1991 sein Abitur in Memmingen und studierte von 1995 bis 2000 an der Friedrich-Alexander-Universität Erlangen-Nürnberg Sport und Englisch auf Lehramt. Im Anschluss absolvierte er den zweijährigen Erweiterungsstudiengang „Didaktik des Deutschen“. Danach war er als Gymnasiallehrer am Dietrich-Bonhoeffer-Gymnasium Oberasbach und als Sportdozent an der Friedrich-Alexander-Universität tätig. Die Ausbildung zum Fußballlehrer an der Hennes-Weisweiler-Akademie in Hennef absolvierte er als Jahrgangsbester.
Er ist verheiratet und hat mit seiner Ehefrau zwei Kinder. Einer seiner Söhne spielt für die JFG Nördlicher Landkreis Fürth, heute für SpVgg Greuther Fürth und ist im Kader des DFB für die U 15 Nationalmannschaft.

## Spielerkarriere
Nachdem Kramer für den FC Memmingen, dem Fußballclub seiner Geburtsstadt, ein Jahr aktiv gewesen ist, wechselte er 21-jährig zum FC Bayern München, für deren Amateurmannschaft er am 24. August 1993 beim 2:1-Sieg nach Verlängerung über den SV Darmstadt 98 in der 2. Hauptrunde des DFB-Pokal-Wettbewerbs zum Einsatz kam.
Im Januar 1995 schloss er sich dem TSV Vestenbergsgreuth an. 1996 wechselte er zum SC Weismain. Drei Jahre später war er für die Amateurmannschaft des 1. FC Nürnberg aktiv. 2001 wechselte er zur zweiten Mannschaft der SpVgg Greuther Fürth, 2002 zum 1. SC Feucht. 2003 kehrte er nach Fürth zurück und bestritt zwei weitere Spielzeiten für die zweite Mannschaft der SpVgg Greuther Fürth.

## Trainerkarriere

### Beginn in Fürth und Fortsetzung in Hoffenheim
Von Februar bis Juni 2004 und Mai bis Juni 2005 war er Spielertrainer der zweiten Mannschaft von Greuther Fürth. Anschließend übernahm Kramer das Amt des U-19-Trainers der Fürther. 2009 wurde er wieder Trainer der zweiten Mannschaft von Fürth. Zwei Jahre später übernahm er das Traineramt bei der zweiten Mannschaft der TSG 1899 Hoffenheim. Im April 2012 wurde Kramer nach dem Bestehen der Eignungsprüfung für den DFB-Fußball-Lehrer-Lehrgang 2012/13 zugelassen. Kramer hat diesen Lehrgang als Jahrgangsbester abgeschlossen.
Am 3. Dezember 2012 übernahm Kramer interimsweise die Nachfolge von Markus Babbel als Cheftrainer des Bundesligisten TSG 1899 Hoffenheim. In den beiden verbleibenden Spielen bis zum Hinrundenende der Saison 2012/13 wuchs der Rückstand der TSG auf einen Nichtabstiegsplatz unter Kramer durch die 0:2-Auswärtsniederlage beim Hamburger SV und eine 1:3-Heimniederlage gegen Borussia Dortmund auf sieben Punkte. Danach kehrte Kramer auf seine Position als Trainer der zweiten Hoffenheimer Mannschaft zurück.
Am 12. März 2013 übernahm Kramer die auf dem letzten Platz stehende Erstligaelf der SpVgg Greuther Fürth. Er unterschrieb einen Vertrag mit Laufzeit bis zum 30. Juni 2015. In der darauf folgenden Zweitligasaison brachte er den Verein am Ende auf den dritten Tabellenplatz, womit man sich für die Relegation gegen den Hamburger SV qualifizierte. Nach dem 0:0 in Hamburg und einem 1:1 zu Hause verfehlte man jedoch den Aufstieg nach der Auswärtstorregel. In der Saison 2014/15 wurde Kramer am 23. Februar 2015 beurlaubt, nachdem die Mannschaft ab dem dritten Spieltag nur noch im Mittelfeld der Tabelle dümpelte und am 22. Spieltag nur noch Platz 13 belegt hatte. Er wurde durch seinen Vorgänger Mike Büskens ersetzt.

### Fortuna Düsseldorf
Mit Beginn der Saison 2015/16 übernahm er den Cheftrainer-Posten von Fortuna Düsseldorf. Dort sollte er nach einer für den Verein enttäuschend verlaufenen Saison einen Neuaufbau der Mannschaft forcieren; entsprechend wurden hohe Erwartungen in ihn gesetzt. Letztere erfüllten sich jedoch nicht. In der Liga errang der Verein unter seiner Regie lediglich drei Siege, sodass er sich im Abstiegskampf wiederfand. Im DFB-Pokal setzte sich Düsseldorf zunächst erst im Elfmeterschießen gegen den Viertligisten Rot-Weiss Essen durch, um in der nächsten Runde dem 1. FC Nürnberg 1:5 zu unterliegen. Am 23. November 2015 wurde er wegen Erfolglosigkeit beurlaubt; zuvor hatte die Mannschaft daheim gegen den Tabellenletzten MSV Duisburg lediglich ein Unentschieden herausgeholt.
Bernd Jolitz kommentierte in der Rheinischen Post Kramers Wirken in Düsseldorf: „Es ist ein bisschen so wie in einem Physik-Hörsaal. Der Dozent, ein anerkannter Fachmann, hat eine komplizierte und beeindruckende Versuchs-Apparatur aufgebaut, die seine Studenten, die Uni-Leitung und die Fachpresse staunend betrachten. Alles ist bereit und zuversichtlich, dass das Modell Aufsehen erregen und drängende Energieprobleme lösen kann – doch als der Dozent auf den Knopf drückt, fließt kein Strom. Kein Lämpchen brennt, kein Zeiger schlägt aus, am Ende der Apparatur kommt nichts an. Und niemand weiß warum. An diesem Punkt ist das ‚Physik-Modell‘ Fortuna angekommen. Der in der Theorie so viel versprechend aussehende Versuch mit Trainer Frank Kramer, seinem erfahrenen Assistenten Peter Hermann und einigen namhaften, wenn auch zuletzt nicht mehr in der ersten Reihe agierenden Spielerverpflichtungen hat in der Praxis schlichtweg nicht funktioniert.“

### Tätigkeiten beim DFB
Am 23. August 2016 wurde vom DFB-Sportdirektor Hansi Flick bekanntgegeben, dass Kramer als Nachfolger von Guido Streichsbier Trainer der U19-Nationalmannschaft werde.
Im Sommer 2017 wurde er Trainer der U20-Nationalmannschaft und übernahm so einige Spieler aus seiner U19.
Von Juli 2018 bis Sommer 2019 verantwortete Kramer die deutschen U18-Junioren.

### FC Red Bull Salzburg
Zur Saison 2019/20 übernahm Kramer die Leitung des Nachwuchsleistungszentrums des österreichischen Bundesligisten FC Red Bull Salzburg. Ebenso trainierte er das U19-Team des FC Red Bull Salzburg in der UEFA-Youth-League-Saison 2019/20.

### Arminia Bielefeld
Am 2. März 2021 übernahm Kramer die Bundesligamannschaft von Arminia Bielefeld als Nachfolger von Uwe Neuhaus. Er erhielt einen Vertrag bis zum 30. Juni 2023. Zu diesem Zeitpunkt stand der Aufsteiger nach dem 23. Spieltag der Saison 2020/21 bei einem Spiel weniger mit 18 Punkten punktgleich mit dem ersten Nicht-Abstiegsplatz auf dem Relegationsplatz. Unter Kramer holte man aus zwölf Partien 17 Zähler und hielt somit als Tabellenfünfzehnter die Klasse. In der Bundesliga-Saison 2021/22 entließ ihn die Arminia am 20. April 2022. Die Mannschaft stand vier Spieltage vor Saisonende auf dem vorletzten Tabellenplatz.

### FC Schalke 04
Zur Saison 2022/23 übernahm Kramer den Bundesliga-Aufsteiger FC Schalke 04 als Nachfolger des Interimstrainers Mike Büskens, der in seinem Trainerstab verblieb. Er unterschrieb einen Vertrag bis zum 30. Juni 2024. Nach dem 10. Spieltag stand die Mannschaft nach einem Sieg, drei Unentschieden und sechs Niederlagen auf dem 17. Platz. Anschließend verlor der FC Schalke in der zweiten Runde des DFB-Pokals mit 1:5 bei der TSG 1899 Hoffenheim. Kramer wurde daraufhin am 19. Oktober 2022 freigestellt.

## Sonstiges
Seit 2022 ist er als „Stellvertreter 1. Bundesliga“ im Bundesvorstand des Bund Deutscher Fußball-Lehrer (BDFL)
Im Januar 2024 kehrte er nach Hoffenheim zurück und wurde dort Nachwuchsdirektor mit Verantwortlichkeit über die TSG Akademie. Nach dem Abgang von Alexander Rosen und Pirmin Schwegler als sportliche Führung bei der TSG übernahm Kramer Ende Juli 2024 interimsweise die sportliche Leitung der Profimannschaft und hatte diese Rolle bis Anfang Oktober 2024 inne. Anschließend ging die Aufgabe an Neuzugang Andreas Schicker, während Kramer die Rolle des Sportdirektors übernahm.